# Porta do Duque de Bragança
A Porta do Duque de Bragança foi uma antiga porta da cidade de Lisboa, inserida na cerca fernandina da cidade.
Localizava-se na rua em 1838 chamada do Tesouro Velho, fronteira ao arruinado Palácio da Casa de Bragança. Foi ocultada pela construção do Palácio do Marquês de Valença, que ficava sobranceiro à Rua do Alecrim, consumido pelo terramoto de 1755 e pelo incêndio subsequente, e demolido por 1838.